# Antonio Di Salvo
Antonio Di Salvo (Paderborn, 5 giugno 1979) è un allenatore di calcio ed ex calciatore tedesco, di ruolo attaccante, commissario tecnico della nazionale under-21 tedesca.

## Biografia
Possiede il passaporto italiano, essendo figlio di italiani emigrati in Germania.

## Carriera

### Giocatore
Trascorre buona parte della carriera in Germania, giocando fra l'altro per Bayern Monaco e Monaco 1860. Termina l'attività agonistica in Austria col Kapfenberger.

### Allenatore
Comincia la sua carriera da allenatore nel 2011 come vice del Bayern Monaco U-17 ricoprendo questo incarico fino al 2013. Dal 2013 al 2016 è stato il vice-allenatore della nazionale tedesca U-19, per poi diventare il vice-allenatore della Germania U-21 e ottenere la promozione come commissario tecnico della stessa nel 2021, ruolo che ricopre attualmente.

## Statistiche

### Statistiche da allenatore
Statistiche aggiornate al 28 giugno 2025.

#### Nazionale tedesca Under-21
| 2021                 | Germania U-21        | Qual. Euro U-21 2023 | 1º nel Gruppo 2, qualificato | 4  | 3  | 0 | 1 | 75,00   | 12  | 7  | +5  |
| 2022                 | Germania U-21        | Qual. Euro U-21 2023 | 1º nel Gruppo 2, qualificato | 6  | 6  | 0 | 0 | 100,00& | 20  | 2  | +18 |
| giu.-lug. 2023       | Germania U-21        | Euro U-21 2023       | 4º nel girone D              | 3  | 0  | 1 | 2 | &0,00   | 2   | 5  | -3  |
| 2023                 | Germania U-21        | Qual. Euro U-21 2025 | 1º nel Gruppo 4, qualificato | 4  | 4  | 0 | 0 | 100,00& | 13  | 4  | +9  |
| 2024                 | Germania U-21        | Qual. Euro U-21 2025 | 1º nel Gruppo 4, qualificato | 6  | 4  | 2 | 0 | 66,67   | 22  | 6  | +16 |
| giu. 2025            | Germania U-21        | Euro U-21 2025       | 2º                           | 6  | 5  | 0 | 1 | 83,33   | 17  | 10 | +7  |
| Dal 2021 a oggi      | Germania U-21        | Amichevoli           |                              | 10 | 5  | 3 | 2 | 50,00   | 18  | 11 | +7  |
| Totale Germania U-21 | Totale Germania U-21 | Totale Germania U-21 | Totale Germania U-21         | 39 | 27 | 6 | 6 | 69,23   | 104 | 45 | +59 |

## Palmarès

### Giocatore

#### Club

##### Competizioni nazionali
- Campionato tedesco: 1

Bayern Monaco: 2000-2001
- Coppa di Germania: 1

Bayern Monaco: 1999-2000

##### Competizioni internazionali
- UEFA Champions League: 1

Bayern Monaco: 2000-2001
- Coppa Intercontinentale: 1

Bayern Monaco: 2001